# غوردون غريفيثز
غوردون غريفيثز (19 يونيو 1905 - 10 سبتمبر 1994) (بالإنجليزية: Gordon Griffiths)‏ هو لاعب كريكت بريطاني (وحمل سابقاً جنسية المملكة المتحدة لبريطانيا العظمى وأيرلندا).

## وصلات خارجية
- غوردون غريفيثز على موقع إي آس بي آن كريك إنفو (الإنجليزية)